# Kecamatan Cisolok
Kecamatan Cisolok är ett distrikt i Indonesien.   Det ligger i provinsen Jawa Barat, i den västra delen av landet, 90 km sydväst om huvudstaden Jakarta.